# Naoriya Pakhanglakpa
Naoriya Pakhanglakpa là một thị trấn thống kê (census town) của quận Imphal West thuộc bang Manipur, Ấn Độ.

## Nhân khẩu
Theo điều tra dân số năm 2001 của Ấn Độ, Naoriya Pakhanglakpa có dân số 6619 người. Phái nam chiếm 50% tổng số dân và phái nữ chiếm 50%. Naoriya Pakhanglakpa có tỷ lệ 79% biết đọc biết viết, cao hơn tỷ lệ trung bình toàn quốc là 59,5%: tỷ lệ cho phái nam là 85%, và tỷ lệ cho phái nữ là 73%. Tại Naoriya Pakhanglakpa, 10% dân số nhỏ hơn 6 tuổi.